# چشم‌پایه

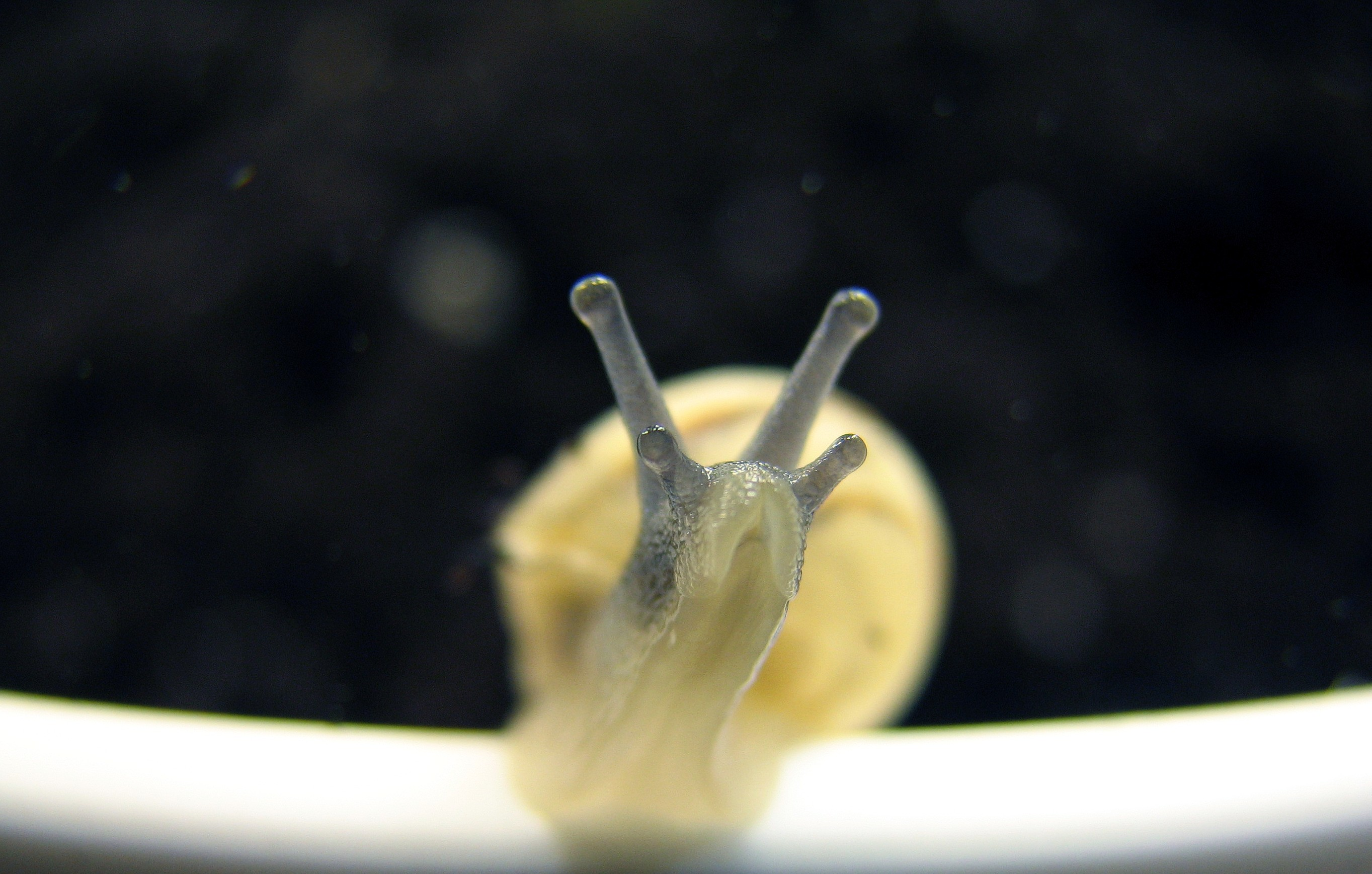
حلزون‌های خاکی شش‌دار معمولاً دو جفت شاخک روی سرشان دارند: جفت بالایی یک چشم در انتهای خود دارند. جفت پایین برای بویایی هستند.

در کالبدشناسی، چشم‌پایه یا ستاک چشم یا ساقه چشم (به انگلیسی: eyestalk) بیرون‌زده‌گی است که چشم را از بدن دور می‌کند و به چشم، میدان دید بهتری می‌دهد. این ویژگی رایجی در طبیعت است و اغلب در داستان‌های تخیلی ظاهر می‌شود.

## در طبیعت
چشم‌پایه‌ها نوعی خاص از شاخک هستند. شاخک‌ها همچنین ممکن است اندام‌های بویایی در انتهای خود داشته باشند. نمونه‌هایی از موجودات با شاخک‌های بویایی شامل حلزون‌ها، ابرتیره تریلوبیت برف‌روب‌دارارن و خانواده مگس‌های چشم‌شاخکی است. در لیسه‌ها و حلزون‌ها، این شاخک‌ها در صورت آسیب شدید دوباره رشد می‌کنند و در برخی گونه‌ها درون‌بَر هستند. سخت‌پوستان همچنین چشم‌پایه‌هایی دارند که از دو بخش تشکیل شده‌اند.

## نگارخانه

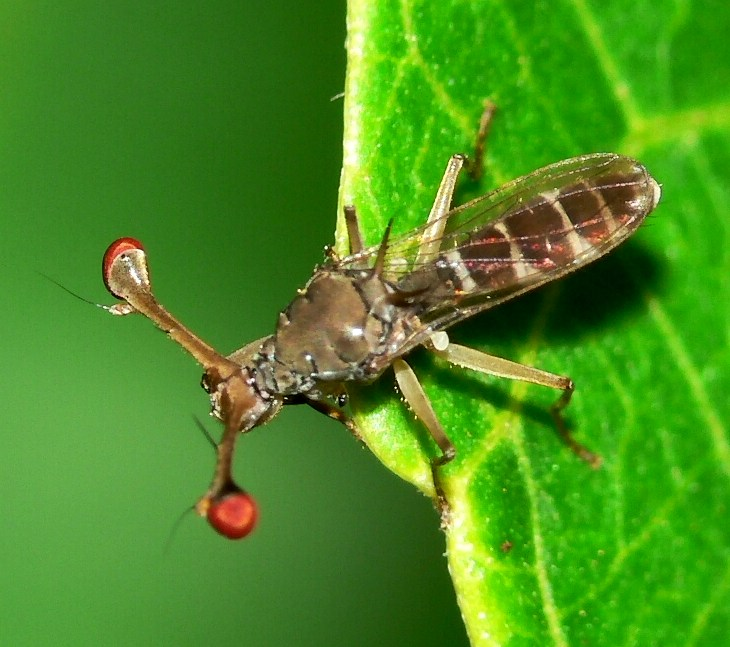
مگس چشم‌شاخکی
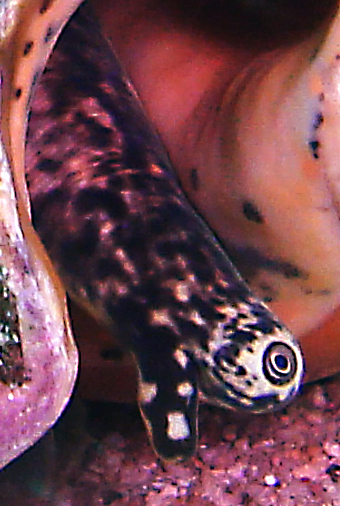
همچنین یک شاخک کوچک روی ساقه چشم وجود دارد.
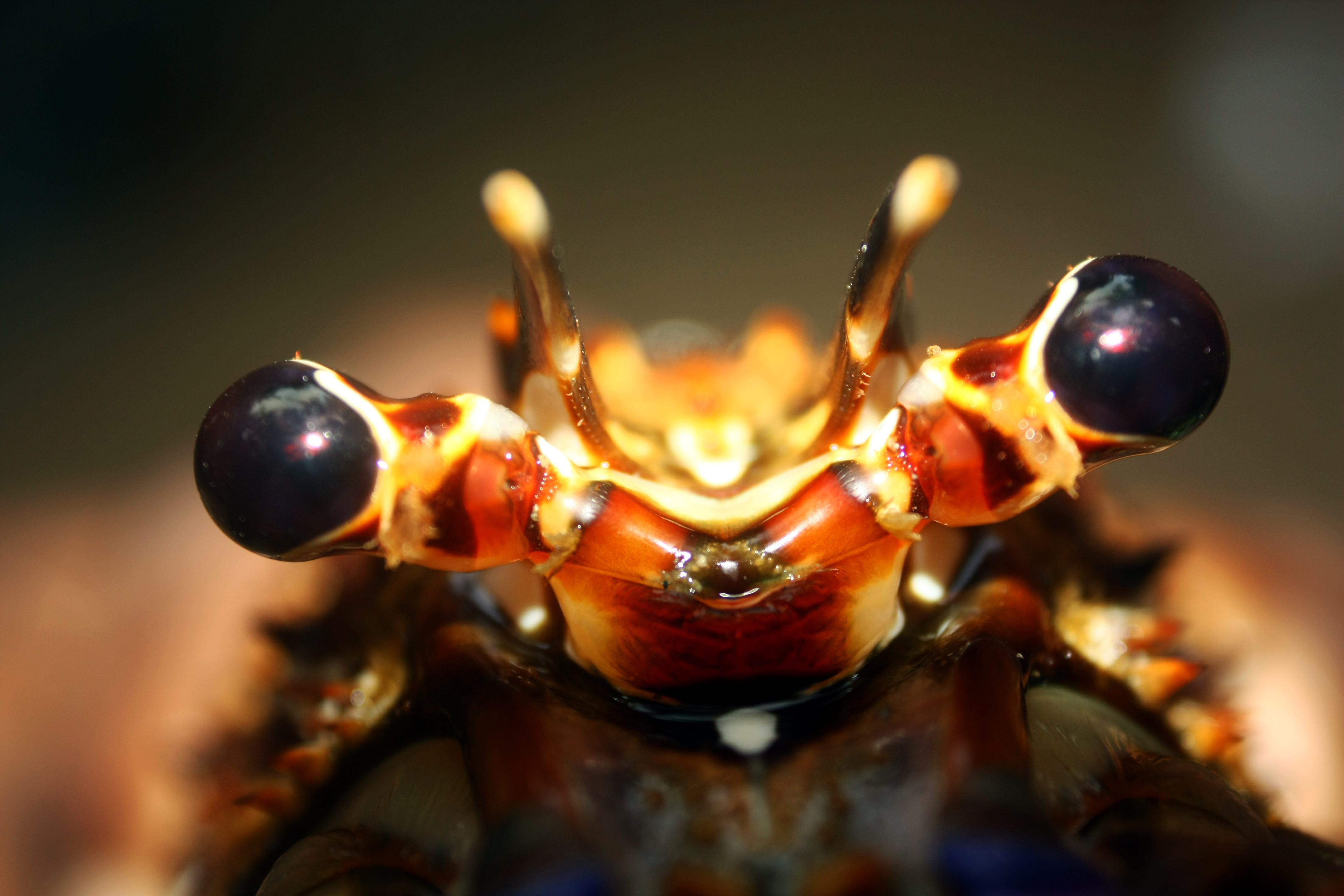
ساقه چشم خرچنگ